# Marconi Stallions Football Club
Marconi Stallions Football Club es un equipo de fútbol de Australia, situado en la ciudad de Sídney en Nueva Gales del Sur. El equipo, fundado en 1956, llegó a ganar en cuatro ocasiones la extinta National Soccer League y actualmente juega en la Primera División de Nueva Gales del Sur, una de las 8 divisiones de la National Premier Leagues.

## Historia
El equipo de fútbol del suburbio de Fairfield (Sídney) surge en 1956, y desde un principio tiene fuertes vínculos con la comunidad inmigrante italiana en el país, así como con los italo-australianos. El nombre que adopta es Marconi Fairfield, en honor al descubridor italiano Guglielmo Marconi, y comienza a disputar diversos torneos en su Estado.
En 1977 es uno de los clubes debutantes en la National Soccer League, primera liga australiana de carácter nacional. Rápidamente se convierte en uno de los equipos de referencia del campeonato, terminando subcampeón en la temporada de debut. Su primer título lo obtiene en 1979, y volvería a ganar el campeonato en 1988, 1989 y 1993.
Con la desaparición de la NSL y la formación de la A-League, Marconi juega desde 2005 en la liga estatal de Nueva Gales del Sur.